# Список призёров зимних Олимпийских игр 1972
Ниже представлен список всех призёров зимних Олимпийских игр 1972 года, проходивших в японском городе Саппоро с 3 по 13 февраля 1972 года. В соревнованиях приняли участие более 1006 спортсменов из 35 стран, которые разыграли 35 комплектов медалей в 10 видах спорта.

## Горнолыжный спорт

### Мужчины
| Соревнование      | Золото                           | Серебро                   | Бронза                  |
| ----------------- | -------------------------------- | ------------------------- | ----------------------- |
| Скоростной спуск  | Бернард Русси Швейцария          | Ролан Колломбен Швейцария | Хайнрих Месснер Австрия |
| Гигантский слалом | Густав Тёни Италия               | Эдмунд Бруггман Швейцария | Вернер Маттле Швейцария |
| Слалом            | Франсиско Фернандес-Очоа Испания | Густав Тёни Италия        | Роланд Тёни Италия      |

### Женщины
| Соревнование      | Золото                     | Серебро                      | Бронза                    |
| ----------------- | -------------------------- | ---------------------------- | ------------------------- |
| Скоростной спуск  | Мари-Терез Надиг Швейцария | Аннемари Мозер-Прёль Австрия | Сьюзан Коррок США         |
| Гигантский слалом | Мари-Терез Надиг Швейцария | Аннемари Мозер-Прёль Австрия | Вильтруд Дрексель Австрия |
| Слалом            | Барбара Кокран США         | Даниэль Дебернар Франция     | Флоранс Стёрер Франция    |

## Биатлон
| Соревнование                            | Золото                                                      | Серебро                                                    | Бронза                                                     |
| --------------------------------------- | ----------------------------------------------------------- | ---------------------------------------------------------- | ---------------------------------------------------------- |
| Индивидуальная гонка на 20 км (мужчины) | Магнар Сольберг                                             | Ханс-Йорг Кнауте                                           | Ларс-Гёран Арвидсон                                        |
| Эстафета 4 х 7,5 км (мужчины)           | Александр Тихонов, Риннат Сафин, Иван Бяков, Виктор Маматов | Эско Сайра, Юхани Суутаринен, Хейкки Икола, Маури Рёппянен | Ханс-Йорг Кнауте, Иоахим Майшнер, Дитер Шпеер, Хорст Кошка |

## Бобслей
| Соревнование     | Золото                                                                  | Серебро                                                                             | Бронза                                                                              |
| Мужчины-двойки   | ФРГ · Вольфганг Циммерер · Петер Уцшнайдер                              | ФРГ · Хорст Флот · Пепи Бадер                                                       | Швейцария · Жан Вики · Эди Хубахер                                                  |
| Мужчины-четвёрки | Швейцария · Жан Вики · Эди Хубахер · Ханс Лойтенеггер · Вернер Камихель | Италия · Невио де Цордо · Джанни Бонишон · Адриано Фрассинелли · Коррадо даль Фабро | ФРГ · Вольфганг Циммерер · Петер Уцшнайдер · Штефан Гайсрайтер · Вальтер Штайнбауэр |

## Лыжные гонки

### Мужчины
| Соревнование     | Золото                                                                    | Серебро                                                         | Бронза                                                                  |
| 15 км            | Свен-Оке Лундбек Швеция                                                   | Фёдор Симашев СССР                                              | Ивар Формо Норвегия                                                     |
| 30 км            | Вячеслав Веденин СССР                                                     | Пол Тюлдум Норвегия                                             | Йохс Харвикен Норвегия                                                  |
| 50 км            | Пол Тюлдум Норвегия                                                       | Магне Мюрмо Норвегия                                            | Вячеслав Веденин СССР                                                   |
| Эстафета 4×10 км | СССР · Владимир Воронков · Юрий Скобов · Фёдор Симашев · Вячеслав Веденин | Норвегия · Оддвар Бро · Пол Тюлдум · Ивар Формо · Йохс Харвикен | Швейцария · Альфред Келин · Альберт Гигер · Алоис Келин · Эдуард Хаузер |

### Женщины
| Соревнование    | Золото                                                      | Серебро                                                            | Бронза                                                         |
| 5 км            | Галина Кулакова СССР                                        | Марьятта Кайосмаа Финляндия                                        | Хелена Шиколова Чехословакия                                   |
| 10 км           | Галина Кулакова СССР                                        | Алевтина Олюнина СССР                                              | Марьятта Кайосмаа Финляндия                                    |
| Эстафета 3×5 км | СССР · Любовь Мухачёва · Алевтина Олюнина · Галина Кулакова | Финляндия · Хелена Такало · Хилькка Рийхивуори · Марьятта Кайосмаа | Норвегия · Ингер Эуфлес · Аслёуг Даль · Берит Мёрдре-Ламмедаль |

## Фигурное катание
| Соревнование                     | Золото                                | Серебро                                   | Бронза                             |
| -------------------------------- | ------------------------------------- | ----------------------------------------- | ---------------------------------- |
| Мужское одиночное катание детали | Ондрей Непела Чехословакия            | Сергей Четверухин СССР                    | Патрик Пера Франция                |
| Женское одиночное катание детали | Беатрис Шуба Австрия                  | Карен Магнуссен Канада                    | Джанет Линн США                    |
| Парное катание детали            | СССР · Ирина Роднина · Алексей Уланов | СССР · Людмила Смирнова · Андрей Сурайкин | ГДР · Мануэла Грос · Уве Кагельман |

## Хоккей
| Соревнование | Золото | Серебро | Бронза |
| ------------ | --- | --- | --- |
| Мужчины      | СССР Владислав Третьяк, Александр Пашков, Геннадий Цыганков, Александр Рагулин, Виктор Кузькин, Владимир Лутченко, Виталий Давыдов, Игорь Ромишевский, Валерий Васильев, Валерий Харламов, Владимир Викулов, Александр Мальцев, Анатолий Фирсов, Юрий Блинов, Александр Якушев, Евгений Мишаков, Владимир Петров, Борис Михайлов, Владимир Шадрин, Евгений Зимин | США Майк Каррэн, Пит Сирс, Фрэнк Сандерс, Джим Макэлмери, Рик Макглинн, Чарли Браун, Том Меллор, Уолли Олдс, Крэйг Сарнер, Кевин Ахерн, Генри Боуча, Тим Шихи, Стюарт Ирвинг, Кит Кристиансен, Рон Нэсланд, Робби Фторек, Марк Хоу | Чехословакия Владимир Дзурилла, Иржи Голечек, Франтишек Поспишил, Йозеф Горешовский, Карел Вогралик, Рудольф Тайцнар, Олдржих Махач, Владимир Беднарж, Вацлав Недоманский, Иван Глинка, Иржи Кохта, Владимир Мартинец, Рихард Фарда, Иржи Голик, Йозеф Черны, Богуслав Штястный, Ярослав Голик, Эдуард Новак |

## Санный спорт

#### Мужчины
| Соревнование | Золото                | Серебро          | Бронза             |
| ------------ | --------------------- | ---------------- | ------------------ |
| Мужчины      | Вольфганг Шайдель ГДР | Харальд Эрих ГДР | Карл-Хайнц Люк ГДР |

#### Пары
| Соревнование | Золото                              | Серебро                                     | Бронза                            |
| ------------ | ----------------------------------- | ------------------------------------------- | --------------------------------- |
| Пары         | Хорст Хёрнляйн, Райнхард Бредов ГДР | Пауль Хильдгартнер, Вальтер Пляйкнер Италия | Клаус Бонзак, Вольфрам Фидлер ГДР |

#### Женщины
| Соревнование | Золото                | Серебро         | Бронза           |
| ------------ | --------------------- | --------------- | ---------------- |
| Женщины      | Анна-Мария Мюллер ГДР | Уте Рюрольд ГДР | Магрит Шуман ГДР |

## Лыжное двоеборье
| Соревнование      | Золото            | Серебро                   | Бронза             |
| ----------------- | ----------------- | ------------------------- | ------------------ |
| Личное первенство | Ульрих Велинг ГДР | Рауно Миеттинен Финляндия | Карл-Хайнц Люк ГДР |

## Прыжки на лыжах с трамплина
| Соревнование        | Золото                | Серебро                   | Бронза             |
| ------------------- | --------------------- | ------------------------- | ------------------ |
| Большой трамплин    | Войцех Фортуна Польша | Вальтер Штайнер Швейцария | Райнер Шмидт ГДР   |
| Нормальный трамплин | Юкио Касая Япония     | Акицугу Конно Япония      | Сэйдзи Аоти Япония |

## Конькобежный спорт

### Мужчины
| Соревнование | Золото                    | Серебро                     | Бронза                |
| ------------ | ------------------------- | --------------------------- | --------------------- |
| 500 м        | Эрхард Келлер ФРГ         | Хассе Бёрьес Швеция         | Валерий Муратов СССР  |
| 1500 м       | Адрианус Схенк Нидерланды | Роар Грёнвольд Норвегия     | Йоран Классон Швеция  |
| 5000 м       | Адрианус Схенк Нидерланды | Роар Грёнвольд Норвегия     | Стен Стенсен Норвегия |
| 10.000 м     | Адрианус Схенк Нидерланды | Корнелис Веркерк Нидерланды | Стен Стенсен Норвегия |

### Женщины
| Соревнование | Золото                         | Серебро                        | Бронза                        |
| ------------ | ------------------------------ | ------------------------------ | ----------------------------- |
| 500 м        | Анне Хеннинг США               | Вера Краснова СССР             | Людмила Титова СССР           |
| 1000 м       | Моника Пфлюг ФРГ               | Атье Кёлен-Делстра Нидерланды  | Анне Хеннинг США              |
| 1500 м       | Диэйнн Холум США               | Кристина Бас-Кайсер Нидерланды | Атье Кёлен-Делстра Нидерланды |
| 3000 м       | Кристина Бас-Кайсер Нидерланды | Диэйнн Холум США               | Атье Кёлен-Делстра Нидерланды |